# 丽江府中学堂旧址
丽江府中学堂旧址，位于中国云南省丽江市古城区大研街道义尚社区祥和路90号（市一中内）。
2012年10月26日，丽江府中学堂旧址公布为第二批丽江市文物保护单位。